# Язовець (річка)
Язовець — річка в Україні, у Немирівському районі Вінницької області, права притока Південного Бугу (басейн Чорного моря).

## Опис
Довжина річки 7,8 км., похил річки — 6,8 м/км. Формується з багатьох безіменних струмків та водойм. Площа басейну 46,0 км².

## Розташування
Бере початок у селі Шура. Тече переважно на південний схід через Скрицьке і у Новоселівці впадає у річку Південний Буг.